# Verner Suomi
Verner Edward Suomi (Eveleth, 6 de dezembro de 1915 — Madison, 30 de julho de 1995) foi um físico estadunidense.
É considerado o pai da meteorologia por satélite. Inventou o Spin Scan Radiometer e, ao longo da sua carreira, efectuou numerosas contribuições no campo da meteorologia, bem como da engenharia e ciência espacial.

## Biografia
Filho de John e Anna Suomi, Verner Edward Suomi cresceu no Estado do Minnesota, com as suas irmãs Esther e Edith, e pretendia ser um engenheiro. No entanto, devido a limitações financeiras da família, acabou por estudar no liceu em Winona, Minnesota, onde veio a tornar-se professor. No início da Segunda Guerra Mundial, frequentou um curso administrado pela Civil Air Patrol. Foi ali que, pela primeira vez, começou a explorar o novo campo da meteorologia. Este novo interesse levou-o à Universidade de Chicago, onde prosseguiu os seus estudos e treinou outros na área da previsão meteorológica. Em 1948 ele foi um dos primeiros professores na Universidade de Wisconsin-Madison onde viria a passar a maior parte da sua vida profissional, excepto por um ano, em 1964, quando esteve ao serviço do Weather Bureau dos Estados Unidos, onde exerceu as funções de Cientista Chefe. Leccionou ao serviço daquela Universidade a partir do ano de 1948, tornando-se um professor estimado e muito respeitado no Departamento Científico de Meteorologia e Geologia e do Instituto para os Estudos Ambientais até à sua reforma ou aposentadoria do ensino formal em 1986.
Suomi recebeu o seu doutoramento da Universidade de Chicago em 1953. Para a sua tese, Suomi escolheu a medição do calor produzido  por uma plantação de milho, tema que o próprio professor considerou ser pouco apelativo. No entanto, as considerações sobre as diferenças entre a quantidade de energia absorvida e a quantidade perdida, levou-a a pensar no que aconteceria à escala planetária. A forma óbvia de medir tal coisa seria por usar satélites os quais, em meados da década de 1950, estavam apenas no início da sua história como instrumentos meteorológicos. Em 1959, um radiómetro concebido por Suomi estava em órbita. A leitura dos dados relacionados com o saldo entre o aquecimento e o arrefecimento da atmosfera terrestre, usando tanto as observações via satélite bem como os dados fornecidos por uma rede de sondas em balões meteorológicos, levou Suomi a estabelecer o importante papel desempenhado pelas nuvens na absorção da energia solar. Estes estudos resultaram na integração em grande escala dos satélites no campo da meteorologia mundial.
Em 1965, junto com Robert Parent, o professor Verner Suomi fundou Centro de Engenharia e Ciência Espacial da Universidade de Wisconsin-Madison (Space Science and Engineering Center - SSEC) que, sob a sua direcção, tornou-se um polo mundialmente famoso dedicado ao desenvolvimento e pesquisa do uso de sistemas de satélite na meteorologia. Mesmo após a sua retirada do ensino activo e da directoria do SSEC, em 1988, o professor Suomi continuou bem envolvido em actividades de pesquisa científica, projectando instrumentos, dirigindo experiências no terreno e aconselhando cientistas nos seus projectos científicos sobre os fenómenos atmosféricos, inclusive até à semana em que faleceu. Também, continuou a ensinar num curso semanal sobre meteorologia na condição de Professor Emérito.
Casou com Paula Meyer em 1941, com quem teve três filhos, Lois, Stephen, e Eric. O Professor Emérito Verner Edward Suomi morreu pacificamente na tarde do domingo 30 de Julho de 1995, à idade de 79 anos, no Hospital da Universidade, após uma longa batalha contra uma doença cardíaca.

## Influência do seu trabalho
A influência do trabalho de Verner Suomi na comunidade mundial de cientistas relacionados com as ciências da Terra e do clima é imensa. É especialmente reconhecido pela invenção do Spin Scan Radiometer, uma câmara rotativa que, acoplada a satélites em órbita geoestacionária, permitia recolher informações contínuas, produzindo imagens que se tornaram bem conhecidas através dos programas de televisão de previsão meteorológica, em todo o mundo. O ATS-1 (Applications Technology Satellite), lançado em 6 de Dezembro de 1966, incluiu este sistema que, nos anos seguintes, tem sido usado pelos satélites meteorológicos da Geostationary Operational Environmental Satellite (GOES), ou Sistema de Satélites Operacionais e Ambientais Geoestacionários, dos Estados Unidos da América. Com início em 1972, Verner Suomi liderou também o desenvolvimento do McIDAS (Man-computer Interactive Data Access System), sistema interactivo entre computador e usuário humano para aceder à informação das imagens produzidas por satélites, tais como o SMS-1 em 1974.
Ele foi também a força motivadora no planeamento das missões de recolha de dados enviadas a Vênus, Júpiter, Saturno, Urano e Netuno, permitindo uma melhor compreensão das suas atmosferas.
Ao longo da sua carreira, o professor Verner Suomi serviu como director de numerosas organizações e comissões científicas, norte americanas e internacionais, nas quais interveio definitivamente para promover e melhorar a aplicação de sistemas que permitiram melhorar os estudos do clima. Em reconhecimento desse trabalho, recebeu inúmeras honrarias científicas, incluindo a eleição para a Academia Nacional de Engenharia dos Estados Unidos. Foi ainda agraciado com a Medalha Nacional de Ciência, atribuída pelo Presidente dos Estados Unidos da América, em 1967 e com a Medalha Franklin em 1984. Recebeu o Prémio da Organização Mundial de Meteorologia (World Meteorological Organization) e o primeiro Prémio Walter Ahlstrom que incluía uma compensação financeira de 55 000 dólares que Suomi doou à Fundação para a Pesquisa da Universidade de Wisconsin-Madison.
Em 1970 foi eleito membro da Academia Leopoldina.

## Carreira
- 1938 - Winona Teachers College, Winona,
- 1948 - Contratado pelo Departamento de Meteorologia, Universidade de Wisconsin–Madison
- 1953 - Doutorado pela Universidade de Chicago
- 1950–52, 1954–57 - Director do Departamento de Meteorologia, Universidade de Wisconsin–Madison
- 1959 - Primeira experiência meteorológica no Explorer 7
- Final da década de 1950 - Desenvolveu o radiómetro para medir o equilíbrio de calor da Terra
- 1962 - Director do Programa Associado para as Ciências Atmosféricas, National Science Foundation
- 1963 - Concebeu a tecnologia da câmara giratória para órbitas geoestacionárias
- 1964 - Cientista Chefe do U.S. Weather Bureau,
- 1965 - Fundou o SSEC
- Década de 1970 - Dirigiu o desenvolvimento do projecto McIDAS
- 1970 - Iniciou o GARP com Jules Charney e Pierre Morel
- 1971 - Propôs a criação da Sonda Atmosférica de Infravermelhos Visíveis através do Spin Scan Radiometer
- 1973 - Membro da Equipa Científica para as Imagens de Vénus e Mercúrio
- 1973 - Membro da Equipa Científica para as Imagens da Mariner de Júpiter e Saturno
- 1977 - Trouxe para o SSEC um grupo de pesquisadores do National Oceanic and Atmospheric Administration (NOAA)
- 1980 - Fundou juntamente com a NOAA, a Cooperative Institute for Meteorological Satellite Studies no SSEC
- Início da década de 1990 - Conselheiro para o desenvolvimento do GPS na meteorologia